# سامانه الکترونیکی بازار ملی کشاورزی هند
بازار ملی کشاورزی (به انگلیسی: National Agriculture Market) یا e-nam یک سامانه خرید و فروش آنلاین محصولات کشاورزی در کشور هندوستان می‌باشد. این سامانه پایگاهی است که به صورت مستقیم عرضه و تقاضا را در بخش کشاورزی در کشور هند مدیریت می‌کند.بیش از ۹۰ کالای شامل دانه‌های غذای اصلی، سبزیجات و میوه‌ها در لیست کالاهای موجود برای تجارت قرار می‌گیرند.برای ایجاد انگیزه کافی در تولید و تجارت محصولات کشاورزی و توانمند سازی کشاورزان خرد این سیستم راه اندازی گردیده‌است. تجارت فعلی عمدتاً برای درون بازار انجام می‌شود، اما در مراحل اولیه، آن را برای تجارت در بازار بین‌المللی، بین دولتی، ایجاد یک بازار ملی واحد برای کالاهای کشاورزی راه اندازی خواهد شد. مالیات‌های مختلف دولت از محصولات تولیدی کشاورزان باعث افزایش قیمت محصولات غذایی و همچنین کاهش سود کشاورزان می‌شود. بر اساس پیشنهاد کارشناسان هندی، دو ایالت تولیدکننده غلات در این کشور به منظور بهبود بازاریابی محصولات تولیدی باید به برنامهٔ تجارت الکترونیکی ملی بپیوندد. گفتنی است طرح ملی e-NAM سال ۲۰۱۶ میلادی در این کشور راه اندازی شده و بخشی از تجارت عمده فروشی تولیدات کشاورزی به این پروژه منتقل شد. داده‌های رسمی e-NAM با افزودن قیمت خرید تضمینی محصولات کشاورزی مرجعی شفاف برای خریداران محصولات کشاورزی است و در این حالت اختلافات و ناهماهنگی‌های خرید محصولات کشاورزی کاهش پیدا می‌کند.

## اهداف e-NAM
از اهداف این پروژه می‌توان به تبادلات مالی شفاف بخش کشاورزی در خرید و فروش و همچنین در قیمت‌گذاری در یک بازار منظم نام برد. عدم نیاز حضور فیزیکی معامله گران و خریداران و کمیسیون‌های عامل دولتی و عدم نیاز به داشتن فروشگاه یا مغازه جهت خرید و فروش محصولات نیز از دیگر اهداف این پروژه می‌باشد.
ارائه یک مجوز جهت معامله در تمام ایالت‌ها برای شخص معامله گر جهت خرید و فروش اقلام کشاورزی از دیگر اهداف می‌باشد.
یکی دیگر از هدف‌های این سامانه می‌توان به هماهنگ سازی استانداردهای کیفیت تولید محصولات کشاورزی و تضمین زیرساخت‌های آزمایش کیفیت در هر بازار برای تأمین پیشنهادهای آگاهانه توسط خریداران یاد کرد. تا کنون برای ۶۹ کالای کشاورزی پارامترهای معامله تعبیه شده‌است.
تعیین قیمت واحد برای یک معامله خرید عمده تعیین‌کننده اصلی قیمت می‌باشد و موجب تعادل قیمتی و عدم دخالت دلالان در امر قیمت‌گذاری و در نهایت ارائه قیمتی منصفانه هم برای خریدار و هم برای فروشنده محصول می‌گردد.
از دیگر اهداف تعیین شده پوشش ۵۸۵ بازار کشاورزی در سطح کشور هند می‌باشد.

## فناوری
این معاملات به صورت آنلاین، با کامپیوترهای تجاری یا از طریق برنامه تلفن همراه در همه بازارهای الکترونیکی انجام می‌شود. همچنین نرم‌افزار تلفن همراه eNAM برای اندروید برای کشاورزان و معامله گران در دسترس است که در ۸ زبان مختلف موجود می‌باشد.